# Manga Time Kirara Max
Le Manga Time Kirara Max (まんがタイムきららMAX) est un magazine de prépublication de manga japonais.

## Ligne éditoriale
C'est un seinen.

## Diffusion
En 2019, le magazine est édité à 50 000 exemplaires.